# ليزر

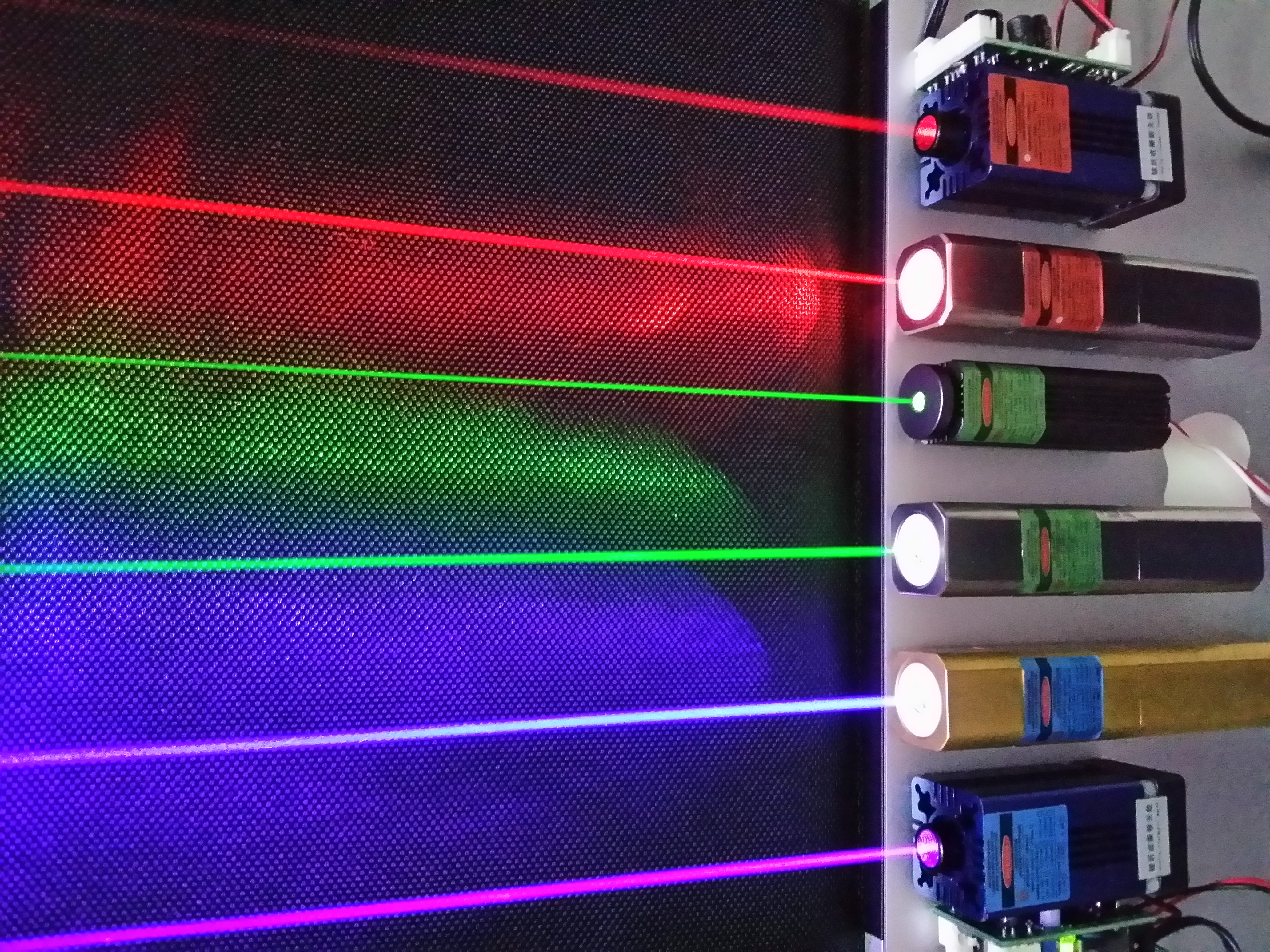
ليزر اشباه الموصلات هو أحد المصادر الشائعة لليزر ذو القدرات المتوسطة ويستخدم في مجالات متعددة ويتواجد بأطياف مختلفة

الليزر أو تكثيف الضوء بالانبعاث المحفز للإشعاع (بالإنجليزية: Light Amplification by Stimulated Emission of Radiation اختصاراً LASER) هو جهاز ينبعث منه الضوء من خلال عملية تضخيم ضوئي تعتمد على الانبعاث المستحث للإشعاع الكهرومغناطيسي. تكون فوتوناته متساوية في التردد ومتطابقة الطور الموجي حيث تتداخل الموجات وقد تعضدد بعضها البعض مما يُحدث تقوية للشعاع الضوئي. عملية تداخل الموجات يمكن أن يكون تداخلا بناءً بين موجاتها لتتحول إلى نبضة ضوئية ذات طاقة عالية وشديدة التماسك زمانيا ومكانيا ذات زاوية انفراجها صغيرة جداً ؛ أو تتداخل الموجات تداخلا غير بناء فيختفي الضوء. تم بناء أول ليزر في عام 1960 من قبل ثيودورهارولد مايمان في مختبرات أبحاث هيوز، بناءً على العمل النظري الذي قام به تشارلز هارد تاونز وآرثر ليونارد شاولو.
بسبب طاقتها العالية وزاوية انفراجها الصغيرة جداً تستخدم أشعة الليزر في عدة مجالات أهمها القياس كقياس المسافات الصغيرة جداً أو الكبيرة جداً بدقة متناهية ويستخدم أيضاً في إنتاج الحرارة لعمليات القطع الصناعي وفي العمليات الجراحية خاصة في العين ويستخدم أيضاً في الأجهزة الإلكترونية لتشغيل الأقراص الضوئية.

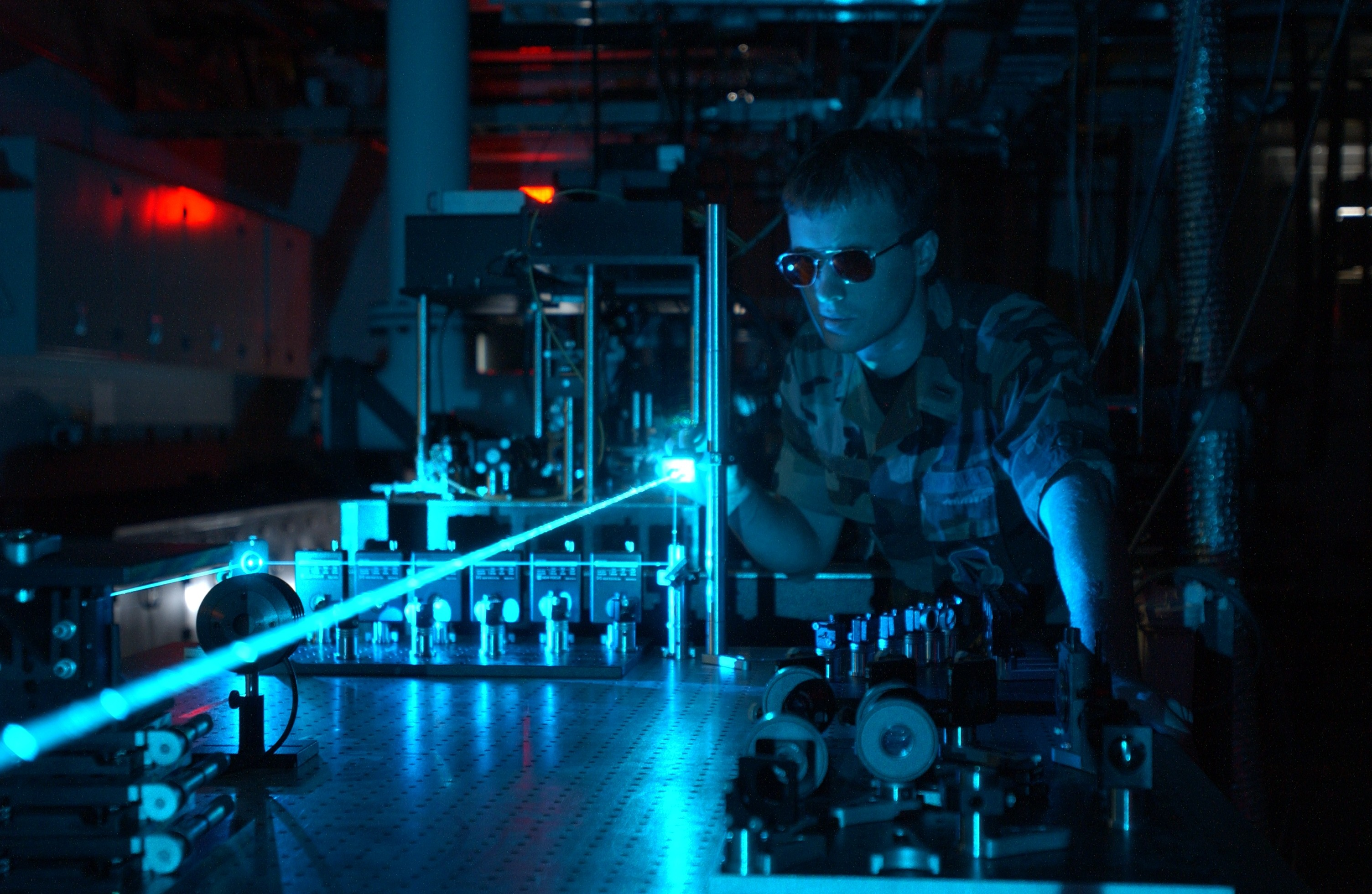
تجربة بالجيش الأمريكي على استخدام الليزر لتوجيه الصواريخ

. كما أن بعض الجهود المبذولة حالياً لتحقيق الاندماج النووي للهيدروجين تستخدم أجهزة ليزر ضخمة للتوصل إلى اندماج الهيدروجين وتحوله إلى هيليوم ، وهو التفاعل الذي يتم في الشمس والنجوم وتنتج حرارتها، (انظر اندماج بحصر القصور الذاتي.)

## مقدمة

موجات في نفس الطور، كل القمم الموجية فوق بعضها البعض وكل القيعان فوق بعضها البعض ، أي أن الموجات في نفس الطور (كما في الليزر).

موجات مختلفة الأطوار، (كالضوء المنبعث من مصباح عادي).

يستخدم الليزر أشعة ضوئية احادية الطول الموجي أي لها نفس طول الموجة وهي تتولد في أنواع معينة من البلورات النقية. ويعمل جهاز الليزر على تسوية طور الموجات الضوئية بحيث تكون جميعها في نفس الطور، فتشتد طاقتها. يبين الشكل المجاور الموجات الضوئية التي هي في نفس الطور، فيحدث ما يسمى في الفيزياء تداخل بناء للموجات الضوئية.
ويمكن تشبيه نبضة شعاع الليزر بالكتيبة العسكرية حيث يتقدم جميع العسكر بخطوات متوافقة منتظمة. وبينما يشع المصباح عادي الضوء في موجات ضوئية مبعثرة غير منتظمة فلا يكون لها طاقة الليزر، فتكون كالناس في الشارع كل منهم له اتجاه غير الآخر. ولكن باستخدام لبلورات من مواد مناسبة (مثل الياقوت الأحمر) عالية النقاوة يمكن تحفيز إنتاجها لأشعة ضوئية من لون واحد (أي ذو طول موجة واحدة) وكذلك تكون في طور موجي واحد. عندئذ تتطابق الموجات على بعضها البعض - عن طريق انعكاسها عدة مرات بين مرآتين داخل بلورة الليزر فتصبح كالعسكر في الكتيبة - فتنتظم الموجات وتتداخل تداخلا بناء وتخرج من الجهاز بالطاقة الكبيرة المرغوب فيها.

## طريقة عمل الليزر
هذا الشكل س يوضح أجزاء جهاز الليزر:

الشكل س:
1. مادة توليد الليزر
2. مضخة طاقة لإثارة إلكترونات الوسط الليزري
3. مرآةعاكسة قوية
4. مخرج الأنبوب (مرآة نصف شفافة)
5. خروج شعاع الليزر

- (1) الوسط أو البلورة المنتجة لأشعة الليزر.
- (2) طاقة كهربائية لتحفيز الوسط الليزري على إصدار موجات ضوئية ذات طول موجة واحدة (ضوء بلون واحد)،
- (3) عاكس للضوء (مرآة) ،
- (4) عدسة خروج الشعاع وقد تكون مستوية أو عدسة مقعرة.
- (5) شعاع الليزر الخارج (خرج ليزري)

ويعمل جهاز الليزر على توليد و انعكاس ضوء ذو لون واحد، أي ذو طول موجة واحدة بين المرآة الخلفية (3) وعدسة خروج شعاع الليزر (4). ويتم ذلك بتحفيز الوسط الليزري (1) على إنتاج ذلك اللون من الضوء؛ وهي خاصية من خصائص البلورة المختارة أو الوسط الليزري (يمكن أن يكون الوسط غاز معين ، مثل ثاني أكسيد الكربون). وبعد انعكاس أشعة الضوء داخل الوسط عدة مرات بين (3) و (4) تصل الموجات الضوئية المتجمعة إلى وضع التناسق . عندئذ تتميز الموجات الضوئية بانتظام طورها(خطوتها) وتخرج من العدسة (4) كشعاع ليزر شديد الطاقة.
طريقة عمل الليزر:

الشكل ص: مثال للوسط الليزري بلورة النيوديميوم كوسط كسب ليزر. عنما تثار الإلكترونات في النيوديميوم بواسطة
المضخة الكهربائية (أصفر) وتعلو إلى مستوى طاقة عالي ومنه تهبط فورا لمستوى الطاقة الوسطي F وتبقى فيه مدة (تلك خاصية لمادة الليزر). ثم تهبط فجأة إلى مستوى الطاقة I ، فينبعث منها ضوء 1064 نانومتر. عند انتقال الإلكترونات من F إلى I كمجموعة في ذرات النيودميوم تخرج جميعها بضوء طول موجته 1064، وتخرج من البلورة متناسقة كشعاع ليزر قوي.

الشكل ص: يوضح مستويات الطاقة للإلكترونات في ذرة النيوديميوم . في حالة عدم اثارة ذرة النيوديميوم تشغل الإلكترونات المستوى القاعي (مستوى الطاقة السفلي في الشكل). ولكن يمكن إثارة الإلكترون بواسطة جهاز يصدر أشعة من الخارج أو كهرباء (تسمى مضخة ) فيثار الإلكترون ويرتفع إلى مستوى طاقة أعلى ؛ إلا أنه لا يبقى فيه طويلا وخلال ما هو أقل من ثانية يهبط إلى مستوى طاقة متوسط F ، وفي هذا المستوى من الطاقة يستطيع الإلكترون البقاء فيه عدة ثوان.
تعمل المضخة الضوئية على إثارة عدد كبير من الإلكترونات في الوسط الليزري وتبقى عدة ثوان في المستوى F ؛ إلا انها سرعان أن تهبط كمجموعة من مستوى الطاقة F إلى مستوى الطاقة المنخفض I . انتقال الإلكترونات في البلورة من مستوي الطاقة المرتفع F
إلى مستوى الطاقة المنخفض I يكون مصحوبا بإطلاقه شعاع ضوء ذو طول موجة طولها 1064 نانومتر (هذه خاصية بلورة الليزر). تنطلق تلك الأشعة ذات طول الموجة 1064 نانومتر دفعة واحدة وتنعكس عدة مرات بين المرآتين فتتناسق أطوال تلك الموجات وتخرج من المرآة النصف شفافة (4 في الشكل س ) وتكون بذلك قد تناسقت ووصلت إلى قوتها وتصيب الهدف.
فمن مواصفات الشعاع الخارج (شعاع الليزر) الهامة أن لون ضوؤه واحد ، أصفر أو أزرق أو بنفسجي ، أو قد يكون أشعة تحت الحمراء ، كما توجد ليزرات تصدر أشعة إكس. وبالنسبة إلى جهاز الليزر فله خاصيتان مهمتان :
- نصف قطر الانحناء:

قد يكون سطح العدسة الداخلي مستويا أو مقعرا وذلك بحسب الغرض المرغوب فيه. ويطلى السطح الداخلي للعدسة بطلاء فضي نصف عاكس حتى يستطيع شعاع الليزر الخروج من الوسط إلى الخارج. وإذا كانت هناك رغبة في تجميع الشعاع الخارج وتركيزه في بؤرة يكون السطح الخارجي للعدسة مقعرا. كما يـطلى السطح الخارجي بطلاء يمنع الانكسار، لكي يتيح خروج شعاع الليزر الناتج من دون فاقد.
- معامل انعكاس العدسة:

يعتمد عدد الانعكاسات لأشعة الضوء المتراكمة داخل الوسط الليزري على نوع الوسط المستخدم. ففي "ليزر الهيليوم-نيون " نحتاج إلى درجة انعكاس للمرآة بنسبة 99% لكي يعمل الجهاز بكفاءة. وأما في حالة "ليزر النيتروجين" فلا حاجة للانعكاس الداخلي (درجة انعكاس 0%) حيث أن ليزر النيتروجين يتميز بدرجة فائقة عل إنتاج الأشعة. ومن جهة أخرى تعتمد خواص العدسة المتعلقة بانعكاس الضوء على طول موجة الضوء. ولهذا يـُعطي للخواص الضوئية للعدسة عناية خاصة عند تصميم جهاز ليزر.

## أنواع الليزر
- ليزر الغاز (CO2 ثاني أكسيد الكربون،Excimer LASER)
- ليزر السائل (Dye Laser)
- ليزر اشباه الموصلات (ليزر شبه الموصلات Diode Laser)
- ليزر الحالة الصلبة (نيوديميوم ياغ Neodymium-YAG LASER)

## استخدامات الليزر
يستخدم الليزر حاليا في مجالات متعددة كاستعمالها في الأقراص المدمجة وفي صناعة الإلكترونيات وقياس المسافات بدقة -خاصة أبعاد الأجسام الفضائية- وفي الاتصالات. كما تستخدم أشعة الليزر في معالجة بعض أمراض العيون حيث يتم تسليط أشعة ليزر عالية الطاقة على شكل ومضات في نقطة معينة في العين لزمن قصير -أقل من ثانية-. ومن أمراض العيون التي يستخدم فيها الليزر:
- اعتلال الشبكية السكري.
- ثقوب الشبكية.
- انسداد أو تخثر الوريد الشبكي.
- الزرق (ارتفاع ضغط العين).
- عيوب الانكسار الضوئي في العين (طول أو قصر النظر واللابؤرية).
- انسداد القنوات الدمعية.
- بعض الأورام داخل العين.
- عمليات التجميل حول العين.
- حالات اندثار البقعة الصفراء.

كما يستخدم الليزر في العمليات الجراحية مثل جراحة المخ والقلب والأوعية الدموية والجراحة العامة إزالة الشعر. في عام 1960 اخترع جهاز الليزر الذي يطلق الأشعة وحيدة اللون والاتجاه ويمكن أن تتركز بدرجة عالية بوساطة عدسة محدبة. كما أن هناك الكثير من المواد القادرة على إطلاق أشعة الليزر منها المتجمدة (الياقوت الأحمر وزجاج النيوديميوم)
, والغازية (الهيليوم والنيون والزينون) مواد شبه موصلة (زرنيخ، الجاليوم وانتيمون الإنديوم)

## في الصناعة
عندما يجري تحفيز جهاز الليزر بوساطة الكهرباء أو الضوء ترتفع طاقة ذرات الوسط (ولتكن بلورة) من المستوى الأدنى إلى المستوى الأعلى، وتعاود الانخفاض إلى مستوى الطاقة الأدنى مرورا بالمستوى الأوسط نتيجة عدم استقرار الإلكترونات الواقعة في مستوى طاقة عال ، عندها تنبعث الفوتونات من الإلكترونات المثارة في جهاز الليزر وتخرج الفوتونات (الإشعة) بعد تناسقها من الجهاز بطاقة كبيرة .
- ويأمل العلماء باستعمال تلك الطريقة في التوصل إلى الاندماج النووي للعناصر الخفيفة مثل الهيدروجين الثقيل والتريتيوم والليثيوم بغرض إنتاج طاقة الإندماج الحرارية البالغة وتحويلها إلى طاقة الكهربائية تستخدم في المصانع والبيوت والإنارة . في تجربة حديثة أعلنت عنها وزارة الطاقة في الولايات المتحدة الأمريكية بتاريخ 13 يونيو 2022 عن نجاح منشأة الإشعال الوطنية في احراز تقدم كبير بطريقة الحصر والإشعال بالليزر)أن آلة الاندماج اندماج بحصر القصور الذاتيالمختبرة في معمل برينستون لفيزياء الليزر ( والتجربة تعمل بتسليط 192 جهاز ليزر قوي يصدروا أشعة إكس مركزة على حبيبة وقود نووي ) قد أنتجت 20% من الطاقة زيادة عن طاقة تشغيل الجهاز.
- وتستخدم أنواع من أجهزة الليزر كالموصوفة أعلاه ولكن تعمل بطاقات أقل، تصل حرارتها إلى بين 1000 و 1800 درجة مئوية في الصناعة في قطع ألواح الصلب، قد يصل سمك اللوح منها 3 سنتيمتر. وميزتها أنها تقطع بدقة متناهية حيث يُوجه جهاز الليزر بوساطة الحاسوب.
- ومن استخدامات الليزر لحام المواد الصلبة والنشطة والمواد التي تتمتع بدرجة انصهار عالية مع امتيازها بدقة التصنيع بسبب إطلاقها لحزمة كثيفة ضيقة مركزة، كما تستطيع أشعة الليزر فتح ثقب قطره 5 ميكرومتر خلال 200 ميكروثانية في بعض المواد الصلبة (الماس والياقوت الأحمر والتيتانيوم) وبفضل قصر زمن التثقيب لا يحدث أي تغير في طبيعة المادة (لا يحدث انصهار أو تحولات في بنية المادة).
- كما لها استخدام مهم آخر وهو قياس المسافات بدقة متناهية، سواء المسافات القصيرة أو الطويلة. وأشعة الليزر تستطيع قياس عشرة امتار دون إحداث خطأ يتجاوز واحد على عشرة آلاف من المتر.كما استخدمت أشعة الليزر في تحديد بعد القمر عن الأرض. وقد تم ذلك في السبعينيات حيث وضع رواد الفضاء على القمر مرآة لعكس الليزر عند سقوطه عليها، وبعد ذلك وُجه شعاع ليزر من الأرض إلى القمر وبانعكاسه على المرآة على سطح القمر وعودته إلى الأرض استطاع العلماء حساب بعد القمر عن الأرض بدقة لم يتوصلوا إليها من قبل.
- وهي تستخدم أيضا في تحديد الأهداف بدقة بالغة جدا، حيث أن كان الهدف على مسافة 20 كم ووجهنا شعاع ليزر فسوف ينحصر مقطع الشعاع في دائرة ضوئية قطرها 7 سم فقط. وإذا أطلقت إلى القمر فسيكون قطر الدائرة المشكلة 3,2 كم فقط.
- وتجري في أمريكا أبحاثا هائلة لاستخدام الليزر ذو طاقة عالية جدا لتدمير الصواريخ المعادية عاليا ًً في الفضاء قبل وصولها إلى أمريكا، واستطاعوا تحقيق بعض النجاح على هذا الطريق ولكن الأبحاث لا زالت مستمرة، أولا لإتقان هذه التكنولوجيا الجديدة، ثم بناء شبكة عظمي لاكتشاف الصواريخ المعادية حين انطلاقها، ويتبع ذلك توجيه أجهزة الليزر القوي (أو سلاح الليزر) على الصاروخ المعادي لتدميره في الفضاء، وتتضمن هذه التكنولوجيا أيضا استخدام الأقمار الصناعية وقيامها بدور في هذا النطاق. وقد رصدت الولايات المتحدة أموالا باهظة لإحداث تقدم في هذا المشروع.

## تركيب الليزر

رسم تخطيطي لليزر تقليدي يظهر أجزاءه الأساسية الثلاثة

يتكون جهاز الليزر من ثلاثة أجزاء رئيسية:
- مصدر للطاقة (عادة ما يشار إليه باسم مضخة أو مصدر الضخ)،
- وسط ليزري،
- اثنين أو أكثر من المرايا التي تشكل المجاوبة.

### مصدر الضخ
مصدر الضخ هو الجزء الذي يوفر الطاقة لنظام الليزر. أمثلة على طرق الضخ ك (الضخ الضوئي، أنفراغ كهربائي، تفاعل كيميائي، تطبيق فرق كمون مستمر، أثارة بواسطة البلازما، ضخ بواسطة الحزم الألكترونية) ليزر الهليوم نيون (HeNe) يستخدم طريقة الأنفراغ الكهربائي في خليط من غازي الهيليوم والنيون، بينما ليزر Nd:YAG  يستخدم طريقة الضخ الضوئي بواسطة فلاش زينون أو ليزر نصف ناقل، والليزر المستثار يستخدم طريقة التفاعل الكيميائي.

### الوسط الليزري
الوسط الليزري أو الوسط الفعال هو العامل الرئيسي لتحديد الطول الموجي للعملية، ولخصائص الليزر الأخرى. الأوساط الليزرية للمواد المختلفة لها طيف خطي أو طيف واسع. الأوساط الليزرية ذات الطيف الواسع تسمح بضبط ترددات الليزر. هناك المئات إن لم يكن الآلاف من الأوساط الليزرية التي تم توليد شعاع الليزر بها. (انظر قائمة أنواع الليزر للحصول على قائمة الأكثر أهمية). الوسط الليزري يتم إثارته عن طريق مصدر الضخ لتحقيق الأسكان المعكوس، وفي الوسط الليزري ينتج  الأصدار التلقائي أو المحثوث للفوتونات، ثم يتم تضخيمها في المجاوبة.
أمثلة للأوساط الليزرية تشمل:
- السوائل مثل صبغة الليزر. وعادة ما تكون مذيبات عضوية كيميائية، مثل الميثانول، إيثانول أو الايثيلين جلايكول، والتي تضاف إليها الأصباغ الكيميائية مثل الكومارين، رودامين، فلوريسين. التكوين الكيميائي الدقيق لجزيئات الصبغة يحدد  الطول الموجي لعملية الليزر السائل.
- الغازات مثل ثاني أكسيد الكربون، الأرجون، الكريبتون والخلطات مثل الهيليوم–النيون. هذا الليزر غالبا ما يتم ضخه عن طريق التفريغ الكهربائي.
- المواد الصلبة مثل البلورات والزجاج. المادة الصلبة المضيفة عادة ما تكون مخلوطة مع بعض الشوائب مثل الكروم، النيوديميوم، الإربيوم أو التيتانيوم. المضيفات النموذجية تشمل: (الإيتريوم الألومنيوم العقيق)، (الإيتريوم الليثيوم الفلورايد)، الياقوت (أكسيد الألومنيوم) ومختلف أنواع الزجاج. أمثلة أوساط ليزر الحالة الصلبة تشمل: ياقوت تيتانيوم، الياقوت الكروميوم (عادة معروفة باسم روبي)، كروميوم ليثيوم (الكروم مع الليثيوم السترونتيوم الألومنيوم فلوريد).
- أشباه الموصلات نوع من البللورات الصلبة مع توزيع أحادي أو مادة بمستويات أحادية مختلفة والتي بها تسبب حركة الإلكترونات عمل الليزر. ليزر أشباه الموصلات عادة ما يكون صغيرا، ويمكن ضخه بواسطة تيار كهربائي بسيط، مما يمكن استخدامهم في أجهزة استهلاكية مثل مشغلات القرص المضغوط. انظر ليزر نصف ناقل.

### المجاوبة

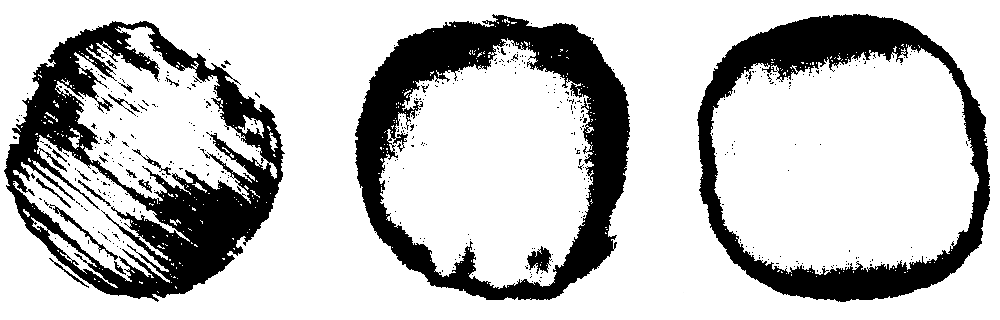
مقارنة حرق صورة جغرافية لـشعاع غاوس لثاني أكسيد الكربون بشكل مستعرض ضغط الليزر المستحث، التي تم الحصول عليهاا خلال عملية التحسين عن طريق ضبط المرايا المحاذية.

المجاوب أو المرنان البصري، في أبسط أشكالها هي مرآتين متوازيتين توضعان حول الوسط الليزري لتؤدي إلى أنعكاس الضوء وتضخيمه. يتم تغشية المرآة مما يحدد الخصائص الانعكاسية.حيث تتألف المجاوبة من مرآتان الأولى عاكسة بشكل كلي والثانية عاكسة بشكل جزئي. والمرآة الثانية هي التي تولد الحزمة الليزرية لأنها تسمح لبعض الضوء بترك المجاوبة لإنتاج الشعاع اليزري.
الضوء الصادر عن الانبعاثات التلقائية، يتم عكسه بواسطة المرايا ثانياً داخل الوسط الفعال، حيث يتم تصخيمه بواسطة الانبعاث المستحث. الضوء قد ينعكس عن المرايا ويمر خلال الوسط الليزري عدة مئات من المرات قبل أن يخرج من التجويف. في أجهزة ليزر أكثر تعقيدا، يتم استخدام تكوينات من أربعة مرايا أو أكثر لتكوين التجويف. تصميم وتنسيق المرايا نسبة إلى الوسط الليزري يعتبر حاسما لتحديد الطول الموجي الدقيق وغيره من سمات نظام الليزر.
الأجهزة البصرية الأخرى مثل المرايا الدوارة، المحولات، المرشحات والماصات يمكن وضعها داخل المرنان البصرية لإنتاج مجموعة متنوعة من التأثيرات على مخرج الليزر مثل تغيير الطول الموجي للعملية أو أنتاج نبضات من ضوء الليزر.
بعض أجهزة الليزر لا تستخدم تجويف بصري، ولكن بدلا من ذلك تعتمد على وسط بصري عال جدا لإنتاج تضخيم الانبعاثات المستحثة دون الحاجة إلى الارتداد من الضوء مرة أخرى إلى الوسط الليزري. أشعة الليزر هذه توصف بكونها شديدة الإضاءة، وتبعث ضوء قليل الاتساق ولكن ذا عرض نطاق مرتفع. لأنها لا تستخدم الارتداد البصري لا تصنف هذه الأجهزة في كثير من الأحيان بانها أجهزة ليزر.

## أنواع ومبادئ تشغيل الليزر
موجات من الليزر متوفرة تجاريا. أنواع الليزر المبينة أعلاه تعطي خطوط الليزر المتميزة وطول الموجة. ونذكر أدناه أنواع الليزر التي تصدر ضوءا في نطاق الموجة الطويلة، والتقنية المتبعة واللون ونوع مادة الليزر.

### الليزر الغازي
تستخدم غازات كثيرة لإنتاج شعاع الليزر، وهي تستخدم في أغراض كثيرة.
. (HeNe) ليزر الهيليوم النيون الذي ينبعث في مجموعة متنوعة من الموجات في نطاق 633 نانومتر، وهو شائع في التعليم نظرا لتكلفتها المنخفضة.

### ليزرثاني أكسيد الكربون
يمكن أن ينبعث بقدرة عدة مئات كيلووات عند 9.6 ميكرومتر و 10.6 ميكرومتر، وغالبا ما تستخدم في صناعة القطع واللحام. تبلغ كفاءة ليزر ثاني أكسيد الكربون أكثر من 10 ٪.

### ليزرأيونالأرجون
ينبعث ضوء في نطاق طول الموجة من 351 نانومتر إلى- 528.7 نانومتر. اعتمادا على البصريات وأنبوب الليزر، وعلى عدد مختلف من خطوط الطيف الصالحة للاستعمال، لكن الخطوط الأكثر شيوعا هي 458 نانومتر و 488 نانومتر و514.5 نانومتر.
والنيتروجين عرضية التفريغ الكهربائي في الغاز عند الضغط الجوي. الليزر الغازي رخيص والأشعة فوق البنفسجية الناتجة لها طول موجة 337.1 نانومتر.
المعادن يزر ايون هي ليزر الغاز التي تولد موجات الأشعة فوق البنفسجية العميقة. الهليوم—فضية (HeAg) 224 نانومتر والنيون—النحاس (NeCu) 248 نانومتر مثالين. هذه الليزر بشكل خاص ls التذبذب الضيقة لأقل من 3 غيغاهيرتز، مما يجعلهم مرشحين للاستخدام.

### الليزر الكيميائي
الليزر الكيميائية تعمل بواسطة تفاعل كيميائي، ويمكن أن تحقق القوى عالية في عملية مستمرة، فعلى سبيل المثال، في ليزر فلوريد الهيدروجين (2700-2900 نانومتر) وفلوريد الديوتيريوم الليزر (3800 نانومتر) في رد فعل هو مزيج من الهيدروجين أو الديوتريوم الغاز مع نواتج الاحتراق من الاثيلين في ثلاثي فلوريد النتروجين.. كانوا اخترعها جورج C. بيمنتل.

### ليزر الجوامد
مواد الليزر الصلبة تحتوي في العادة على «المنشطات» حيث تشوب بلورة أحادية بالأيونات التي توفر الطاقة اللازمة. وعلى سبيل المثال، كان أول ليزر يعمل هوليزر الروبين وهو مصنوع من بلورة الياقوت (الكروم - أكسيد الألمنيوم). كذلك يستخدم الكروم أو النيوديميوم كمشوبات. وينتمي إلى فئة ليزر الجوامد أيضا ألياف الليزر، باعتبارها وسيلة فعالة وعملية، وهي تستخدم في الكتابات على المصنوعات وأجزائها، كما تستخدم في لحام المعادن.

### ليزر اشباه الموصلات
هي نوع من أنواع ليزر الجوامد، ولكن في المصطلحات العرفية الليزر «ليزر الحالة الصلبة» تستثني اشباه الموصلات من هذا الاسم.
النيوديميوم هو مشترك تشويب في مختلف البلورات الأحادية، بما في ذلك إيتيريوم (الثانية: ايفو 4)، إيتيريوم فلوريد الليثيوم (الثانية: YLF) وإيتيريوم الألومنيوم العقيق (الثانية: ان دي). كل هذه المشوبات يمكن أن تنتج ليزر عالي بلنسبة إلى طيف الأشعة تحت الحمراء بطول موجة 1064 نانومتر. وهي تستخدم لقطع المعادن واللحام ووسم المعادن والمواد الأخرى، وأيضا في التحليل الطيفي ولإعادة ضخ صبغة الليزر.
ليزر شبه الموصلات أيضا شائعة الاستعمال في ترددات أو أطوال موجة مختلفة، تستهدم لإنتاج الضوء 532 نانومتر (الأخضر، مرئيا)، 355 نانومتر الأشعة فوق البنفسجية و 266 نانومتر (الأشعة فوق البنفسجية) عندما يكون ضوء تلك الموجات مطلوبا
. إتيربيوم، هولميوم، الثوليوم، والإيربيوم هي الأخرى مشتركة في ليزر الجوامد في النطاق 1020-1050 نانومتر. إتيربيوم يستخدم في بلورات مثل روب واي بي دي:، روب واي:، روب واي، روب واي: أنظمة هوائية، روب واي: بنين، روب واي: CaF2، وعادة ما تعمل في مختلف أنحاء 1020-1050 نانومتر. فهي فعالة جدا ويمكن أن تعمل بالطاقة العالية بسبب عيب صغير الكم ارتفاع قوى للغاية في البقول قصير جدا لا يمكن أن يتحقق مع روب واي بي دي:. هولميوم - مخدر يغ بلورات تنبعث منها في 2097 نانومتر وشكل فعال الليزر التي تعمل على أطوال موجات الأشعة تحت الحمراء بقوة تمتصه الأنسجة الحاملة للمياه.. من هو، ان دي عادة ما تعمل في وضع نابض، ومرت عبر الألياف الضوئية الأجهزة الجراحية للمفاصل تطفو على السطح، وإزالة تسوس من الأسنان، وتتبخر والسرطانات، ويطحنون الكلى والمرارة الحجارة.

### ليزر الاشعة تحت الحمراء
يستخدم ليزر الأشعة تحت الحمراء عادة كطيف ذو نبضة قصيرة جدا.ليزر التيتانيوم - الياقوت مشوّب (تي: الياقوت)
تنتج غاية القيود الحرارية في ليزر الحالة الصلبة تنشأ عن السلطة صفهم المضخة التي تتبدى في شكل حرارة والطاقة الطاقة الصوتية. هذه الحرارة، وعندما يقترن الحرارية العالية البصرية معامل (د ن / د تي) يمكن أن تؤدي إلى يصور فوتوغرافيا الحرارية، فضلا عن انخفاض كفاءة الكم.. يمكن لهذه الأنواع من المسائل يمكن التغلب عليها عن طريق الصمام الثنائي رواية أخرى، ضخت ليزر الحالة الصلبة، الصمام الثنائي ضخ رقيقة قرص ليزر.. القيود الحرارية في هذا النوع من الليزر يمكن تخفيفها باستخدام هندسة الليزر المتوسطة التي سمك هو أصغر بكثير من قطر شعاع مضخة.. هذا يسمح لمزيد من الانحدار حتى الحرارية في المواد. قرص ليزر رقيقة وقد ثبت أن تنتج ما يصل إلى مستويات كيلووات من الكهرباء.

## تطبيقات الليزر
لليزر تتراوح في حجمها من ليزر ديود المجهرية (أعلى) مع العديد من التطبيقات، على ملعب لكرة القدم الحجم النيوديميوم. ليزر الزجاج (أسفل) تستخدم للانصهار بالقصور الذاتي الحبس، الأسلحة النووية وغيرها من بحوث الطاقة العالية الكثافة تجارب الفيزياء

### تطبيقات الليزر
عندما تم اختراع الليزر في عام 1960، كانت تسمى «البحث عن حل للمشكلة». [23]) ومنذ ذلك الحين، لأنها أصبحت في كل مكان، وإيجاد أداة في الآلاف من تطبيقات متنوعة للغاية في كل قسم من المجتمع الحديث، بما في ذلك الإلكترونيات الاستهلاكية، المعلومات التكنولوجيا، العلوم، الطب، الصناعة، لإنفاذ القانون، والترفيه، والعسكرية..
. أول تطبيق لأشعة الليزر وضوحا في الحياة اليومية للسكان عامة كان السوبر ماركت الباركود ماسحة ضوئية، وأدخلت في عام 1974. لاعب، أدخلت في عام 1978، كان أول نجاح المنتجات الاستهلاكية لتشمل ليزر، ولكن القرص المضغوط لاعب كان أول ليزر مجهزة الجهاز ليصبح حقا مشتركا في بيوت المستهلكين، بدءا من عام 1982، بعد وقت قصير من طابعات الليزر.

### بعض التطبيقات الأخرى
- في الطب: الجراحة دون دماء، وتضميد الجراح بالليزر والعلاج الجراحي، حصى الكلى، العلاج، وعلاج العيون، وطب الأسنان
- في الصناعة : قطع واللحام والمواد المعالجة الحرارية،
- في الدفاع : تمييز الأهداف، وتوجيه الذخائر، الدفاع الصاروخي، مضادة الكهربائية الضوئية الرادار، المسببة لقوات العدو بالعمى.
- في البحث العلمي: التحليل الطيفي، التذرية الليزر، الصلب ليزر، ونثر ليزر، التداخل بالليزر، ليدار
- في تطوير المنتجات التجارية : طابعات الليزر، الأقراص المدمجة، ماسحات الباركود، الحرارة، مؤشرات ليزر، الصور المجسمة.

## الليزر والاسلحة
تشتهر أشعة الليزر في نظام الأسلحة المستخدمة كما في أفلام الخيال العلمي، فكرة عملها تتكون من انبثاق ضوء الليزر إلى سطح الهدف وتقوم بتسخينه وتبخيره مما يلحق ضررا بالغا ويتلف الجسم المستهدف.
أما القوات الجوية الأمريكية فهي تستخدم حاليا الليزر المحمول جوا، المستخدم في طائرة من طراز بوينغ 747، لإسقاط صواريخ العدو على أرض العدو.
وفي مجال الطيران، فإن مخاطر التعرض لأشعة الليزر الأرضية عمدا التي يصوّبها بعض الشباب المتهور من الأرض على مقصورة الطائرة وقت هبوطها بهدف بلبلة وزغللة الطيارين قد نمت إلى حد أن سلطات الطيران المدني لديها إجراءات خاصة للتعامل مع هذه المخاطر. تلك الزغللة قد تتسبب في اصتدام الطائرة بالأرض وتعرض الركاب بالمئات إلى الموت.
في يوم 18 مارس 2009 شركة نورثروب غرومان أعلنت أن مهندسيها قد نجحوا في اختراع آلة ليزر كهربائية قادرة على إنتاج الكهرباء من 100 كيلوواط / شعاع من الضوء بما يكفي لتدمير طائرة أو دبابة من الناحية النظرية، وفقا لما قاله براين ستريكلاند مدير جيش الولايات المتحدة.

### حاجز الليزر
سياج أو حاجز الليزر (Laser fence) هو عبارة عن آلية تستخدم للكشف عن الأجسام التي تمر بخط الرؤية أو الأفق ما بين مصدر الليزر والمقدر. ومن الممكن استخدام أشعة الليزر الأكثر قوة لجرح أو لإيذاء شخص ما أو شيء ما يمر به شعاع الليزر . هذا يعتمد على نوع وقوة الليزر(أنظر: ليزر البعوض ).
وأحياناً ما يتم استخدام حاجز الليزر في الخيال والروايات لقدرته على وقف المتسللين أو الدخلاء بمنعهم أو بإيذائهم. ويستخدم هذا المفهوم كثيرا في ألعاب الفيديو. ويمكن مقارنة تلك المفاهيم الخاصة بأسوار الليزر الخيالية بمفاهيم أخرى مثل أشعة الجر أو الصد.

## اقرأ أيضا
- ليزر تكتيكي عالي الطاقة
- الشعاع الحديدي
- الليزر المحمول
- لحام فيض الليزر
- ليزر ديناميكي للغاز
- مضخة ضوئية
- ليزر الالكترون الحر
- إزالة الشعر بالليزر
- ليزر بالفمتو ثانية
- قائمة أنواع الليزر
- نمط (فيزياء)
- إثارة الإلكترون
- الجيوفيزياء الأثرية

## وصلات خارجية
- ليزر أشباه الموصلات - أنواع مختلفة ' - الأطوال الموجية المتاحة ليزرات أشباه الموصلات